# Natator depressus
Natator depressus је морска корњача из фамилије Cheloniidae. Ендемична је врста која живи на аустралијском континенталном прагу (шелфу).

## Угроженост
Подаци о распрострањености ове врсте су недовољни.

## Распрострањење
Аустралија је једино познато природно станиште врсте.
ФАО рибарска подручја (енг. FAO marine fishing areas) на којима је ова врста присутна су у источном Индијском океану, западном централном Пацифику и југозападном Пацифику.

## Станиште
Станишта ове врсте су копнена и морска подручја.